# Belén Fabra
Belén Fabra (Tortosa, 3 novembre 1977) è un'attrice spagnola.

## Filmografia parziale

### Cinema
- El lado oscuro del corazón 2, regia di Eliseo Subiela (2001)
- Canciones de amor en Lolita's Club, regia di Vicente Aranda (2007)
- Valérie - Diario di una ninfomane (Diario de una ninfómana), regia di Christian Molina (2008)
- Flores negras, regia di David Carreras (2009)
- El cadáver de Anna Fritz, regia di Hèctor Hernández Vicens (2015)
- Voces, regia di Ángel Gómez Hernández (2020)
- La famiglia ideale (La familia perfecta), regia di Arantxa Echevarría (2021)
- Chinas, regia di Arantxa Echevarría (2023)

### Televisione
- Mai storie d'amore in cucina - film TV (2004)
- Zoo - serie TV, 3 episodi (2008)
- Imperium - serie TV, 6 episodi (2012)
- Gran Reserva - serie TV, 39 episodi (2010-2013)
- Cuéntame cómo pasó - serie TV, 6 episodi (2015-2016)
- El ministerio del tiempo - serie TV, 7 episodi (2017)
- Instinto - serie TV, 4 episodi (2019)
- Derecho a soñar - serie TV, 44 episodi (2019)
- Com si fos ahir - serie TV, 11 episodi (2019-2020)
- La caccia - Monteperdido (La caza) - serie TV, 3 episodi (2021)